# Diga di Damsa
La diga di Damsa è una diga della Turchia. Si trova nella provincia di Nevşehir.